# Skwierzyna
Skwierzynaⓘ é um município no oeste da Polônia. Pertence à voivodia da Lubúsquia, no condado de Międzyrzecz. É a sede da comuna urbano-rural de Skwierzyna.
Estende-se por uma área de 35,9 km², com 9 356 habitantes, segundo o censo de 31 de dezembro de 2021, com uma densidade populacional de 260,6 hab./km².
A cidade está situada na fronteira da Região dos lagos da Grande Polônia e do Vale Proglacial Toruń-Eberswalde, na confluência do rio Obra com o rio Varta.
Uma cidade real fundada em 1312, pertencente ao estarostado de Międzyrzecz, no final do século XVI estava localizada no condado de Poznań, da voivodia de Poznań e, mais tarde, no condado de Międzyychód. O direito de armazenagem foi concedido a Skwierzyna em 1589.

## Localização

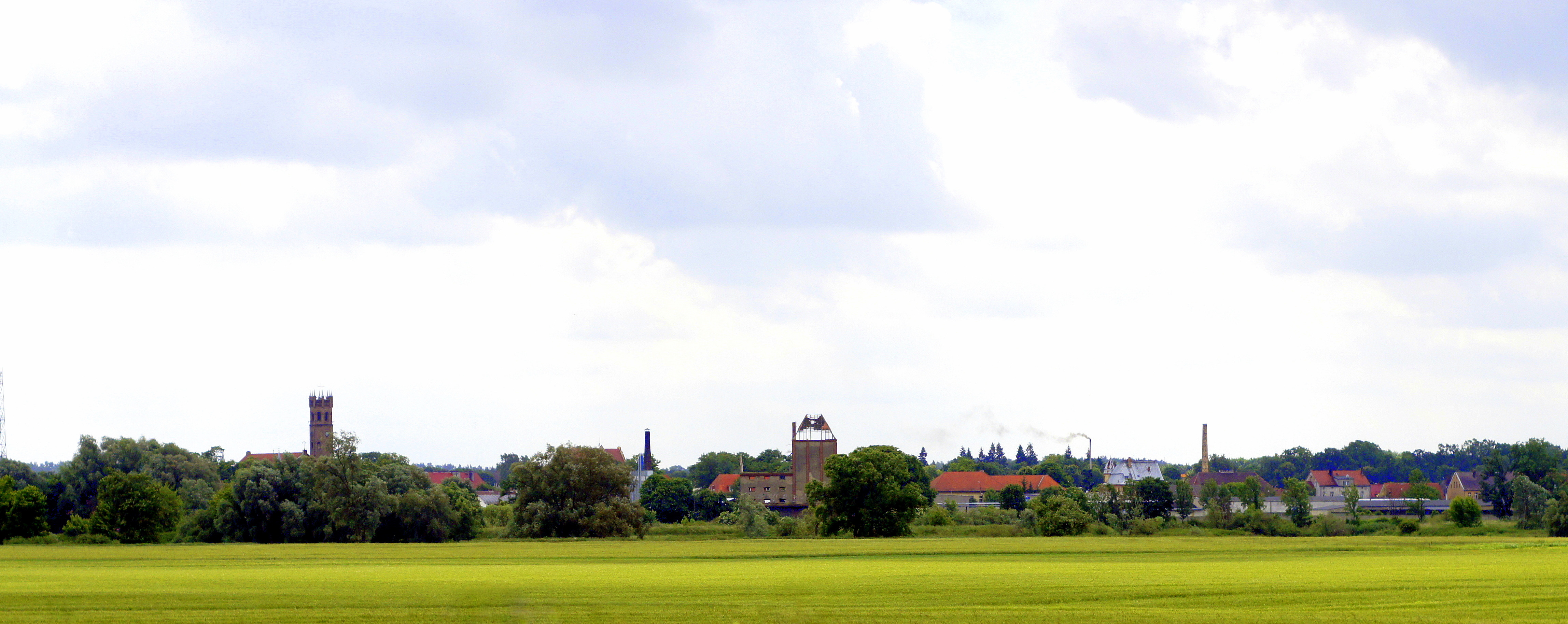
Panorama de Skwierzyna

Inserida no vale do rio Varta, Skwierzyna está localizada na Bacia de Gorzów, enquanto a parte sul de Skwierzyna já se encontra no canto noroeste do Distrito dos Lagos de Poznań. Localizada na confluência do rio Obra com o Varta.
Em 31 de dezembro de 2021, a área da cidade era de 35,9 km².
As áreas rurais da comuna de Skwierzyna se estendem ao norte da cidade. No entanto, ao sul e sudoeste, a cidade faz fronteira com a comuna de Bledzew e, a leste, com a comuna de Przytoczna.
Histórica e culturalmente, Skwierzyna fica na Grande Polônia. Do século XIV até 1793, a cidade fazia parte da voivodia de Poznań. De 1848 a 1919, ficou na província de Poznań e, depois, até 1938, na fronteira entre Poznań e a Prússia Ocidental. Entre 1950 e 1975, a cidade era administrativamente parte da voivodia de Zielona Góra. Entre 1975 e 1998, já pertencia à voivodia de Gorzów.

## Toponímia
O vilarejo era originalmente ligado à Grande Polônia. Tem origens medievais e existe pelo menos desde o século XIV. O nome está registrado em polonês, latim e alemão. Ele é mencionado pela primeira vez em um documento registrado em latim em 1423 como “Zqueryn, Zwerin”, 1313 “Squerin, Squerim, Nova Squerin”, 1316 “Zweryn”, 1328 “Swerin”, 1390 “Swyryn”. Em 1401, foi registrado um sobrenome formado a partir da localidade “Squirzinski, Skwirzinczski”. Em 1406, “Skwirzyno”, 1421 “Squirzyna”, 1425 “Squirzina”, 1466 “Sqwyrzyna”, 1493 “Szkwyrzyna”, 1499 “Sqyrzyna”, 1501 “Quyrzyna”, 1508 “Squerzina”, 1510 “Squyrzyna”, 1513 “Swyrzyna”, 1522 “Swirzina”. A aldeia também foi registrada em alemão entre 1514 e 1527, com a falsa data de 1251 “Schweren”, e em 1944 “Schwerin”.
O nome do lugar na forma Skviszyna é mencionado nos Anais do Reino da Polônia, escritos entre 1455 e 1480 pelo cronista polonês Jan Długosz. Em 1945, a forma Skwierzyn foi usada temporariamente, o nome atual foi aprovado administrativamente em 7 de maio de 1946.

## História
Ao longo da história da cidade, incêndios ocorreram e destruíram edifícios. O formato atual de muitos edifícios é uma modificação da arquitetura original.
Linha do tempo
- Por volta do século XII — desenvolvimento da cidade a partir de um assentamento mercantil

Antes de 1296 — localização de Skwierzyna sob a lei alemã — possivelmente pelo príncipe Przemysł II da Grande Polônia ou pelos marqueses de Brandemburgo
- 1300–1319 — Skwierzyna pertence ao Ducado de Głogów
- 1319–1326 — tomada da cidade pela Marca de Brandemburgo
- 1326 — restauração de Skwierzyna às fronteiras do Estado polonês por Vladislau I
- 1400 — como resultado de um incêndio, a cidade é completamente destruída e perde seus direitos de cidade concedidos por Przemysł II
- 1406 — renovação do documento de fundação da Lei de Magdeburgo e privilégios para a cidade por Ladislau II Jagelão
- 1458 — durante a Guerra dos Treze Anos, Skwierzyna enviou seis soldados de infantaria para auxiliar a guarnição polonesa sitiada no Castelo de Malbork[12]
- 1466 — Skwierzyna é vendida por dívida por Casimiro IV Jagelão
- 1509 — a cidade fica sob o domínio da família Górka
- 1530 — obtenção das cores e do brasão de armas da cidade
- 1543 — concessão a Skwierzyna da classificação de cidade real
- 1793 — a cidade fica sob o domínio prussiano como resultado da Segunda Partição da Polônia
- 1821 — grande destruição causada por um incêndio
- 1871 — posse da cidade pelo Reich alemão
- 1937–1938 — construção de quartéis militares nos limites da cidade
- 1945 — Skwierzyna retorna à Polônia; os habitantes alemães são expulsos para a Alemanha

## Demografia
Conforme os dados do Escritório Central de Estatística da Polônia (GUS) de 31 de dezembro de 2022, Skwierzyna é uma cidade pequena com uma população de 9 186 habitantes (19.º lugar na voivodia da Lubúsquia e 418.º na Polônia), tem uma área de 35,89 km² (5.º lugar na voivodia da Lubúsquia e 137.º lugar na Polônia) e uma densidade populacional de 255,95 hab./km² (39.º lugar na voivodia da Lubúsquia e 780.º lugar na Polônia). Nos anos 2002–2021, o número de habitantes diminuiu 7,9%.
Os habitantes de Skwierzyna constituem cerca de 16,24% da população do condado de Międzyrzecz, constituindo 0,94% da população da voivodia da Lubúsquia.
| Descrição                         | Total      | Total     | Mulheres   | Mulheres  | Homens     | Homens    |
| --------------------------------- | ---------- | --------- | ---------- | --------- | ---------- | --------- |
| unidade                           | habitantes | %         | habitantes | %         | habitantes | %         |
| população                         | 9 186      | 100       | 4 795      | 52,2      | 4 391      | 47,8      |
| área                              | 35,89 km²  | 35,89 km² | 35,89 km²  | 35,89 km² | 35,89 km²  | 35,89 km² |
| densidade populacional (hab./km²) | 255,95     | 255,95    | 133,61     | 133,61    | 121,89     | 121,89    |

## Monumentos históricos

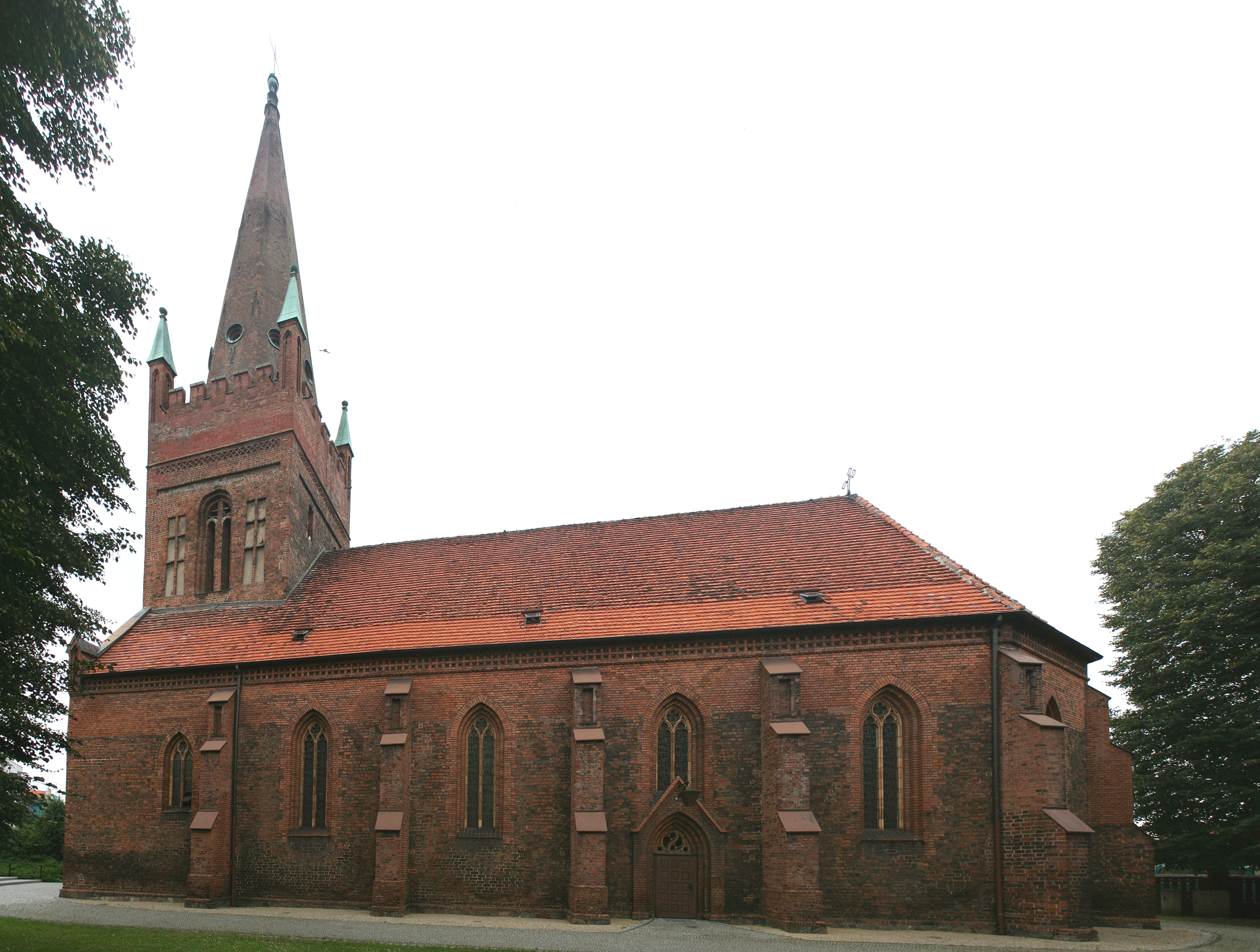
Santuário de Nossa Senhora de Klevan

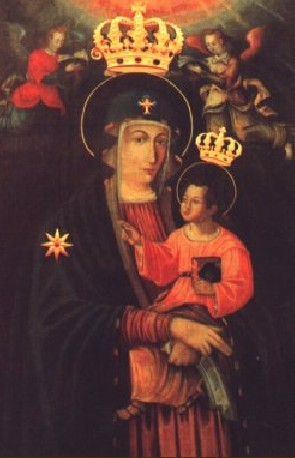
Imagem de Nossa Senhora de Klevan

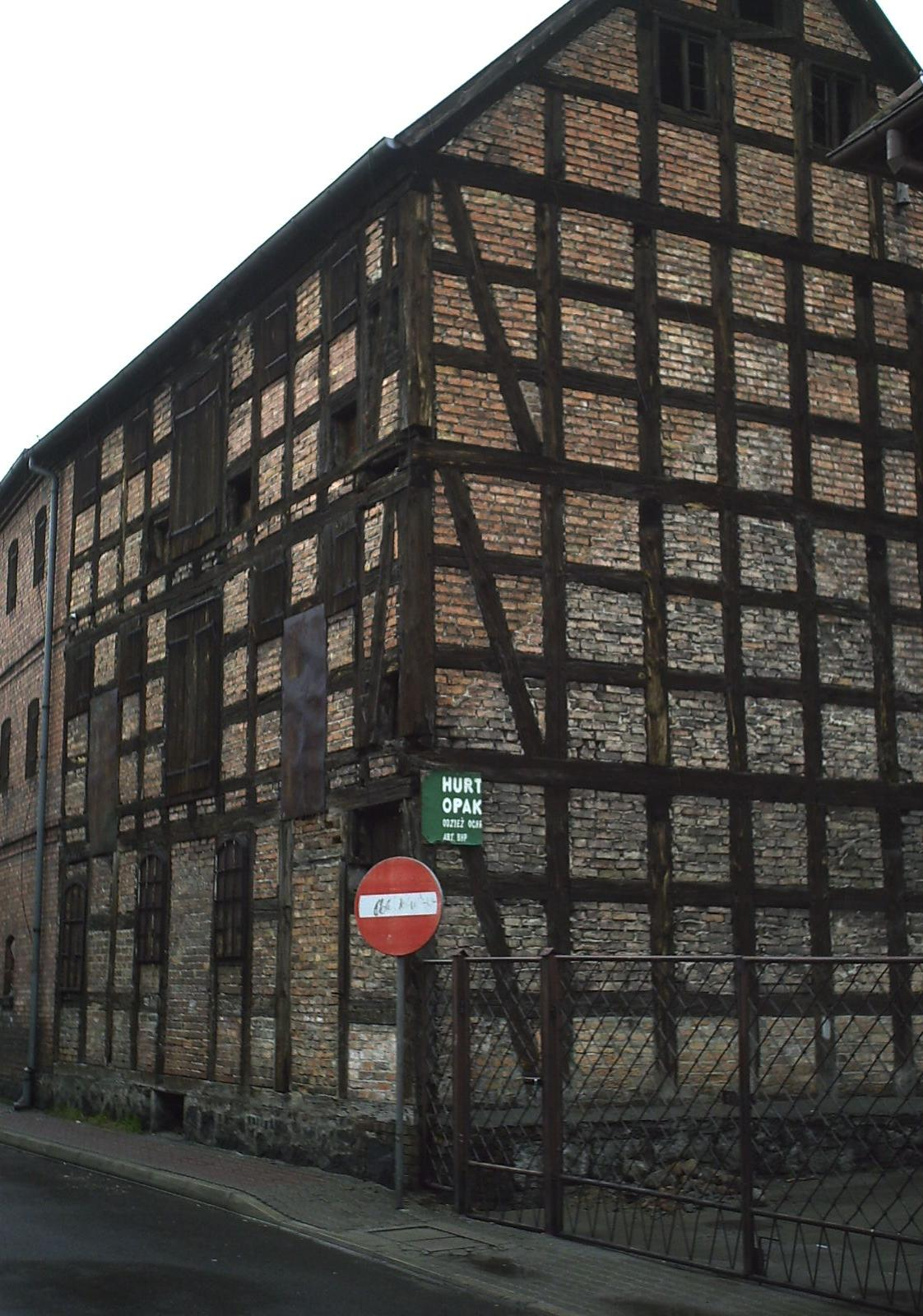
Celeiro

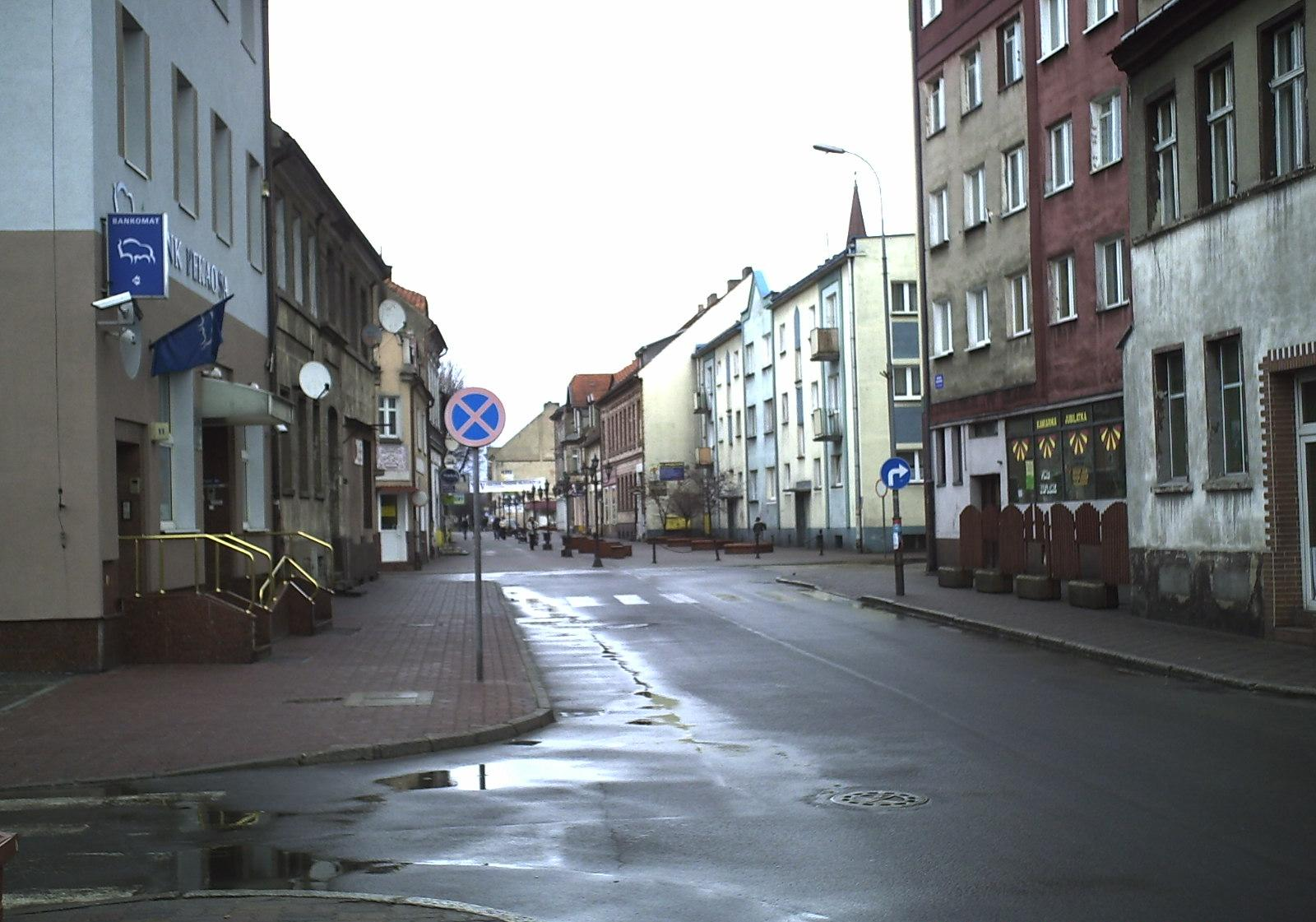
O “calçadão” de Skwierzyn

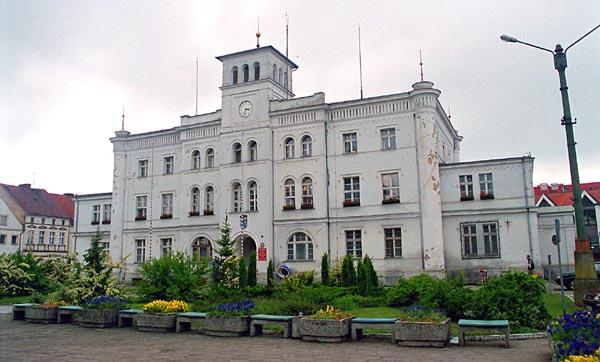
Prefeitura

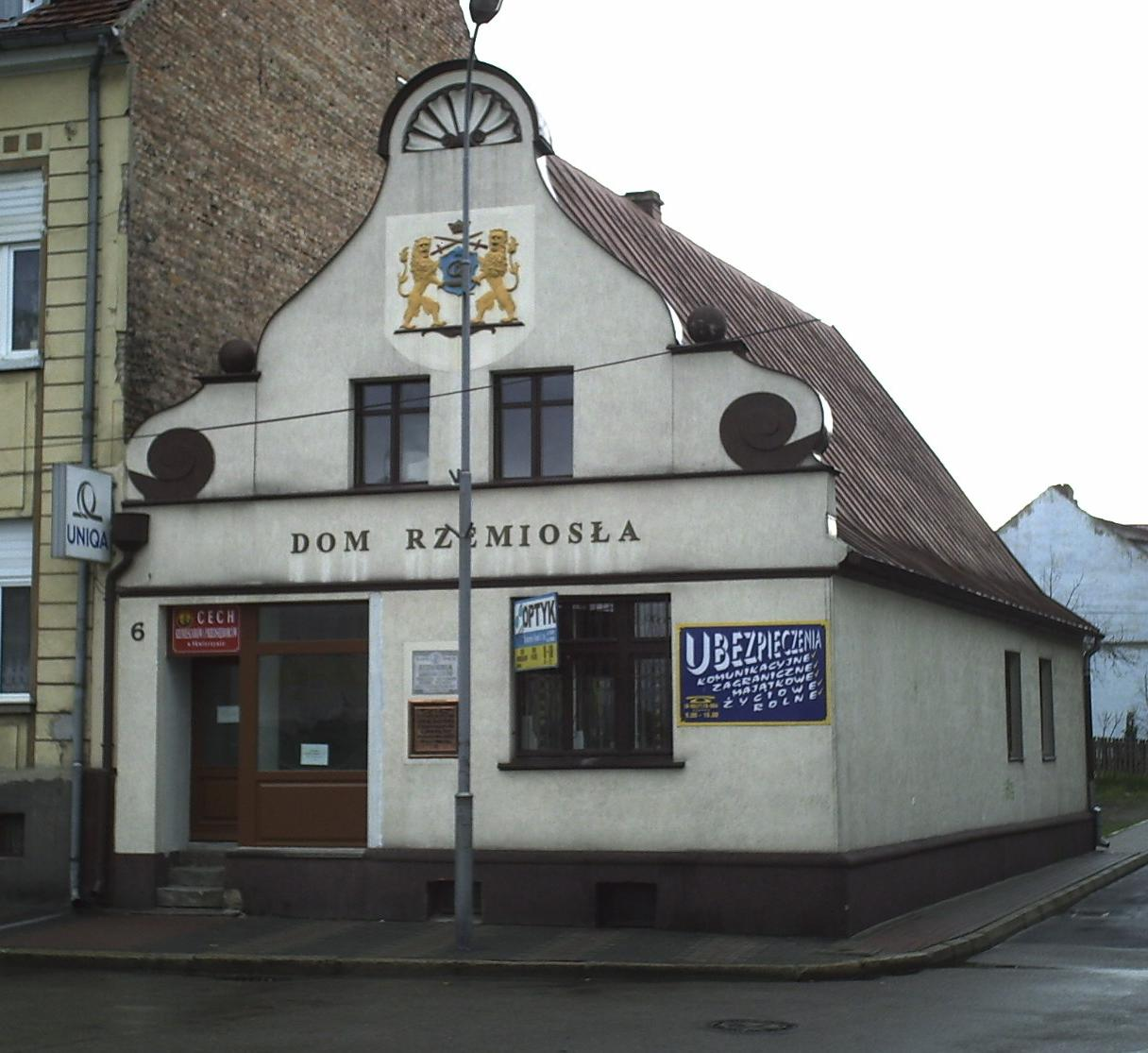
Casa do artesanato

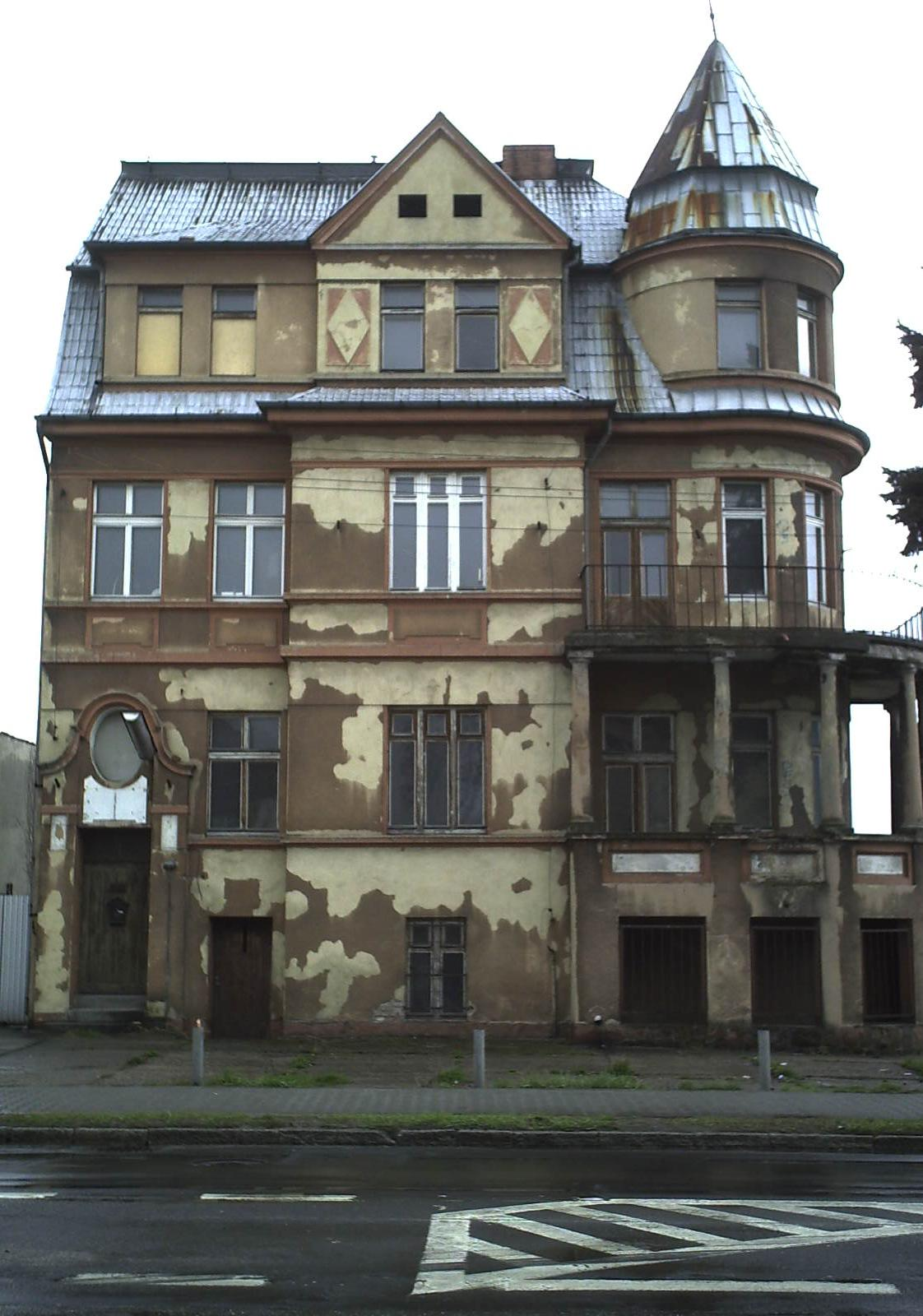
Mansão do proprietário da fábrica

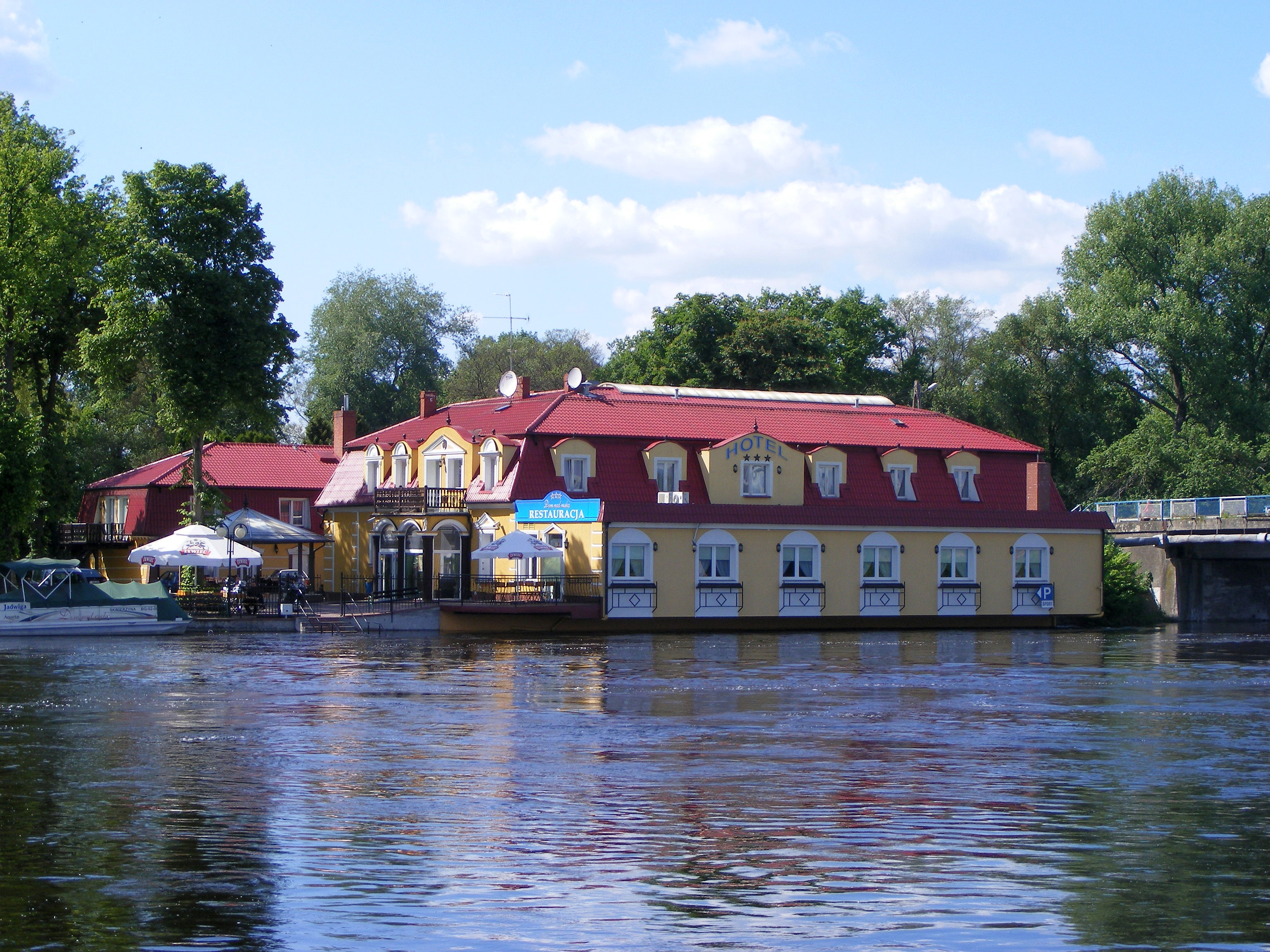
“Casa no Rio” durante a enchente de 2010

O registro provincial de monumentos inclui:
- Traçado urbano
- Igreja paroquial de São Nicolau, construída em estilo gótico tardio no século XV, amplamente reconstruída entre 1861 e 1863; uma igreja com três salões de naves. A igreja contém, entre outras, uma imagem de Nossa Senhora de Klevan
- Imagem de Nossa Senhora de Klevan, em Volínia, é famosa por seus milagres desde o século XVII, o que foi até mesmo confirmado protocolarmente pelo notário apostólico Baptista de Rubeis. Em 1945, quando ficou claro que os residentes poloneses de Klevan seriam deportados para o oeste pelo Exército Vermelho, uma das residentes, Stanislava Basaj, levou a pintura com ela. Em 6 de junho de 1945, a pintura milagrosa chegou a Skwierzyna. Até 1950, a tela estava escondida na reitoria da igreja de São Nicolau e, em 1951, foi colocada em um altar improvisado na capela sob o coro. Em 1968, foi colocada no altar principal, e a entronização solene foi realizada em 23 de maio de 1992
- Caixão de prata do século XVII, feito à mão, contendo as relíquias de São Bonifácio, o Mártir. Ele foi encontrado em Skwierzyna com o povo de Klevan. No entanto, logo depois, a cúria do bispo ordenou que fosse transferido para Gorzów Wielkopolski.
- Igreja evangélica, hoje igreja católica romana filial da igreja de São Salvador. É uma antiga igreja protestante, construída entre 1847 e 1854. Antes disso, havia uma pequena igreja protestante construída em madeira no século XVII, sem torre, sem reboco e com apenas pequenas janelas. Ela estava localizada na atual rua Jagiełły. A nova igreja foi construída em estilo neo-românico. Ela serviu aos evangélicos até a Segunda Guerra Mundial, depois foi rebatizada de Santa Cruz e serviu aos soldados da guarnição de Skwierzyna. Em 1958, a paróquia militar foi abolida e a igreja recebeu o nome de São Salvador. Em 1952 e 1966, a igreja passou por grandes reformas e, em 1982, um quadro de Nossa Senhora de Częstochowa, pintado por Ludwik Konarzewski, de Istebna, foi colocado na igreja
- Cemitério judeu, na rua Międzyrzecka, que data do início do século XIX, é um dos maiores cemitérios judeus da voivodia da Lubúsquia, e as lápides (matzeva) encontradas ali estão entre os monumentos mais valiosos de Skwierzyna. O cemitério cobre uma área de cerca de 2,23 hectares e há 247 matzeva. As lápides mais antigas preservadas datam do início do século XVIII, embora o cemitério provavelmente exista desde o século XV. O cemitério funcionou até a década de 1930 e, como um dos poucos, não foi devastado durante a Segunda Guerra Mundial. Foi somente na década de 1970 que as autoridades locais iniciaram uma “limpeza” da área do cemitério, o que levaria à sua completa liquidação. Em 1992, foram feitas tentativas de restaurar o cemitério, mas não havia fundos disponíveis na época. Foi somente com o apoio de várias instituições de caridade que o cemitério pôde ser restaurado, em 2002.
- Casa, Praça do Mercado 25, construída no século XVIII
- Celeiro em enxaimel, do início do século XIX, com três andares, está localizado na rua B. Prusa 1. Pouco se sabe sobre seus construtores, pois os prédios da fazenda não tinham documentação extensa.

Outros monumentos:
- Casas geminadas na rua Marszałka Piłsudskiego. A rua Piłsudski é comumente chamada de “área de pedestres”. A maioria dos edifícios ao longo dela data das décadas de 1920/1930. A maioria dos prédios anteriores foi queimada no incêndio da cidade em 1821. O incêndio consumiu os distritos sul e leste da cidade na época. A rua mudou de nome com frequência: século XVIII — Richtstrasse, do século XIX até meados do século XX — Poststrasse, nas décadas de 1930 e 1940 — Adolf Hitlerstrasse, desde 1945 — Marechal Stalin, desde 1948 — Obrońców Stalingradu, desde 1956 — Marechal Żymierski (não oficialmente), desde 1992 — Marechal Piłsudski. Na década de 1870, juntamente com a Praça do Mercado, a atual rua Piłsudski era iluminada como a única na cidade por lâmpadas de parafina presas às paredes das casas com braços de ferro. Em 1907, o prefeito Hugo Scholz instalou iluminação elétrica e calçadas
- A prefeitura de Skwierzyn, localizada na praça do mercado 1, data dos primeiros anos do século XIX. O prédio, que remonta ao século XVI, foi incendiado no grande incêndio que consumiu a maioria da cidade (supostamente deflagrado no dia de São Mateus). O edifício foi rapidamente reconstruído, mas 80 anos depois foi realizado um trabalho de modernização para cobri-lo com um novo telhado e pintá-lo novamente. No entanto, 72 anos depois, a prefeitura foi demolida e um novo prédio foi construído em seu lugar, inaugurado em 15 de outubro de 1841. Acredita-se que a prefeitura tenha sido projetada por um dos arquitetos mais famosos da Alemanha, residente em Berlim, Friedrich August Stüler.[17] O prédio da prefeitura é neo-renascentista. A partir de 1888, foi a sede do condado de Skwierzyn, do cartório, do tribunal distrital, do comissário de polícia, do escritório da alfândega e da silvicultura real. Depois que os russos entraram na cidade em 1945, os soldados organizaram um armazém no local, de modo que a prefeitura escapou das chamas. Desde 1975, ela é a sede do Conselho Municipal e da Comuna e, desde 1990, é o gabinete do prefeito. No interior, apenas algumas peças de mobília antiga sobreviveram: um aparador, um relógio, uma escrivaninha e uma estante de livros. São peças no estilo classicista, datadas da década de 1830
- Prédio da Guilda dos Artesãos está localizado na praça do mercado, 6, nas imediações da prefeitura. O prédio foi construído em 1856, fundado por um rico comerciante alemão, que, no entanto, vendeu o prédio para um relojoeiro em 1910. Mais tarde, foi comprado por um padeiro, que montou uma padaria e uma loja no prédio. Entre 1945 e 1979, a Associação Nacional de Auditoria da Cooperativa de Consumo “Społem” estava localizado lá. Desde 1980, ele abriga o escritório da Guilda dos Artesãos e, em 2001, a fachada do edifício foi reformada.
- Prédio dos Correios, localizado na rua Lutego, 2. Foi construído em 1888, sob o comando do prefeito Hugo Müller. Como convém aos prédios públicos alemães, ele foi construído em estilo neogótico. Em 1945, houve um incêndio interno no prédio, de modo que a agência postal foi transferida para um prédio vizinho. A agência postal retornou ao seu antigo local em 1950
- O prédio da Comissão Florestal, localizado na rua Lutego, 2. Provavelmente foi construído na virada do século XX. Os construtores e projetistas ainda são desconhecidos. Em frente a ele, há um pequeno jardim dendrológico, que também é o início da chamada Trilha dos Castores no rio Obra.
- Casa do Bem-Estar Social, localizada na rua Batory, 15. Construída no final do século XIX, ela estava originalmente localizada fora dos limites da cidade. Perto dali havia uma escola primária evangélica (fundada em 1896), e seu diretor pode ter residido na atual Casa do Bem-Estar Social. Depois de 1945, foi um dispensário e, mais tarde, um berçário. Desde 1995, abriga uma casa de repouso e, desde 1998, também a “Universidade da Terceira Idade”.
- Mansão na rua Lutego, 2, esse edifício foi a residência de um proprietário de fábrica, provavelmente construída em 1910 por August Klemmann. Ele era um mestre pedreiro e carpinteiro que podia se dar ao luxo de construir um edifício em estilo modernista com empréstimos atrativos. Havia uma serraria na vizinhança, também de propriedade de Klemmann, portanto, a mansão tinha funções residenciais e administrativas. Depois da guerra, ela abrigou o comitê do partido e a milícia e, mais tarde, uma clínica
- A “Casa no Rio” está localizada na rua Mostowa, como o nome sugere, bem ao lado da ponte sobre o rio Varta. Provavelmente foi construída nas décadas de 1920 ou 1930 e serviu aos moradores de Skwierzyna como um local de entretenimento chamado Strandschlossen. Ele abrigava um hotel, um restaurante e uma cafeteria. Após a guerra, foi adquirido pela Fábrica de Móveis Skwierzyna e, a partir de então, passou a ser chamado de “Drzewiarz”. Desde 1981, havia um jardim de infância no local. Em 1997, um empresário local, Kazimierz Witek, comprou o prédio das autoridades municipais e restaurou sua função como hotel e centro de lazer. Ele instalou ali o hotel-restaurante “Casa no Rio”. O complexo está atualmente (setembro de 2024) listado para venda no Otodom, entre outros.
- Sinagoga.

## Museus
Na cidade, na rua Rzeźnicka, 1, há o Museu Atena Militaria, com muitos veículos militares em funcionamento e outras exposições relacionadas a militares.
Na rua Gorzowska, 17a, há a Câmara Memorial de Engenharia Rodoviária, fundada em 1980 e dedicada à história da construção de estradas.

## Transporte

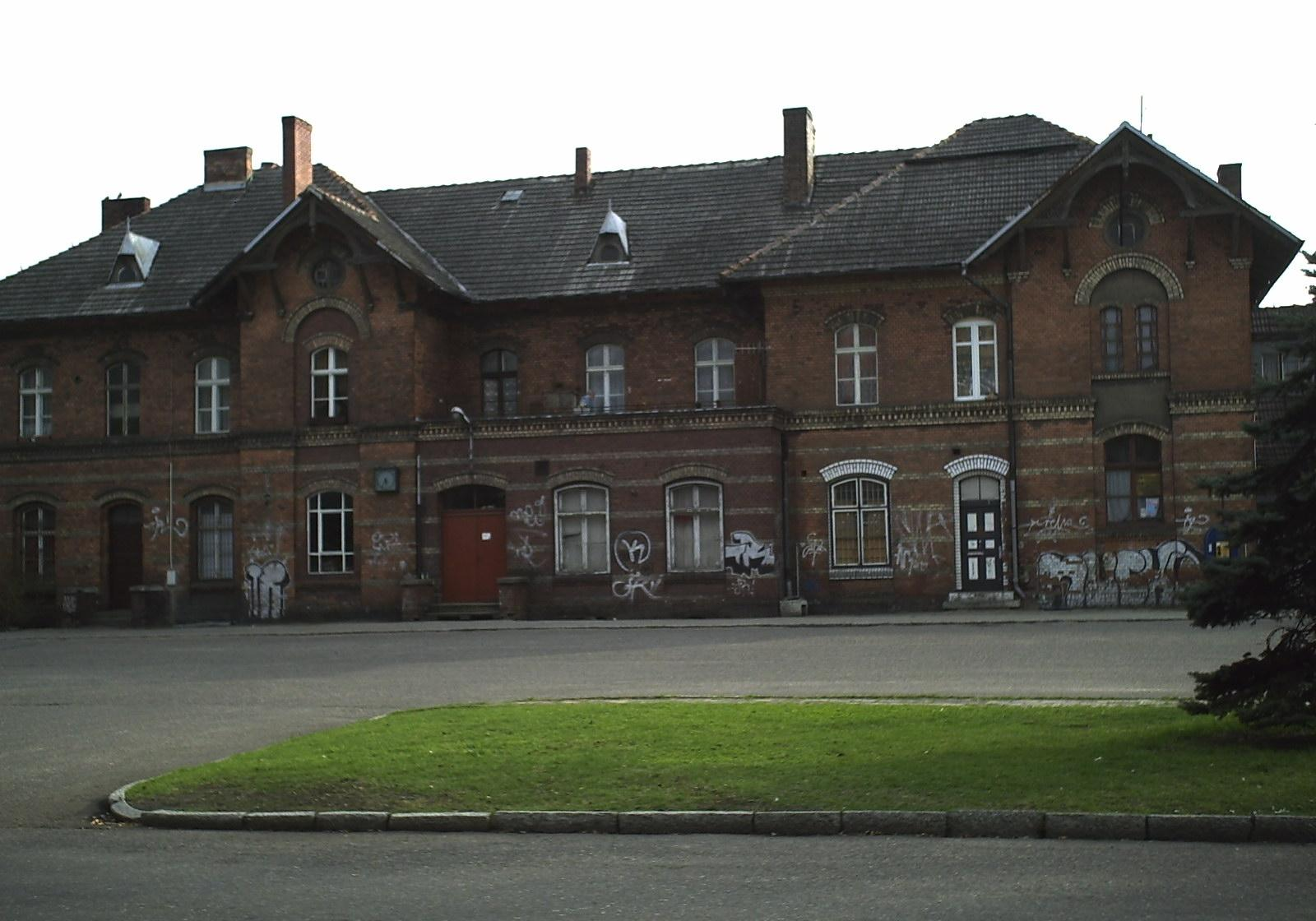
Edifício da estação ferroviária

A  via expressa S3 (estrada europeia E65) passa pela extremidade oeste da cidade. O anel viário sul da cidade é a  estrada nacional n.º 24. Skwierzyna tem uma conexão ferroviária, com ônibus ferroviários circulando entre Zielona Góra — Zbąszynek — Gorzów Wielkopolski.

## Educação

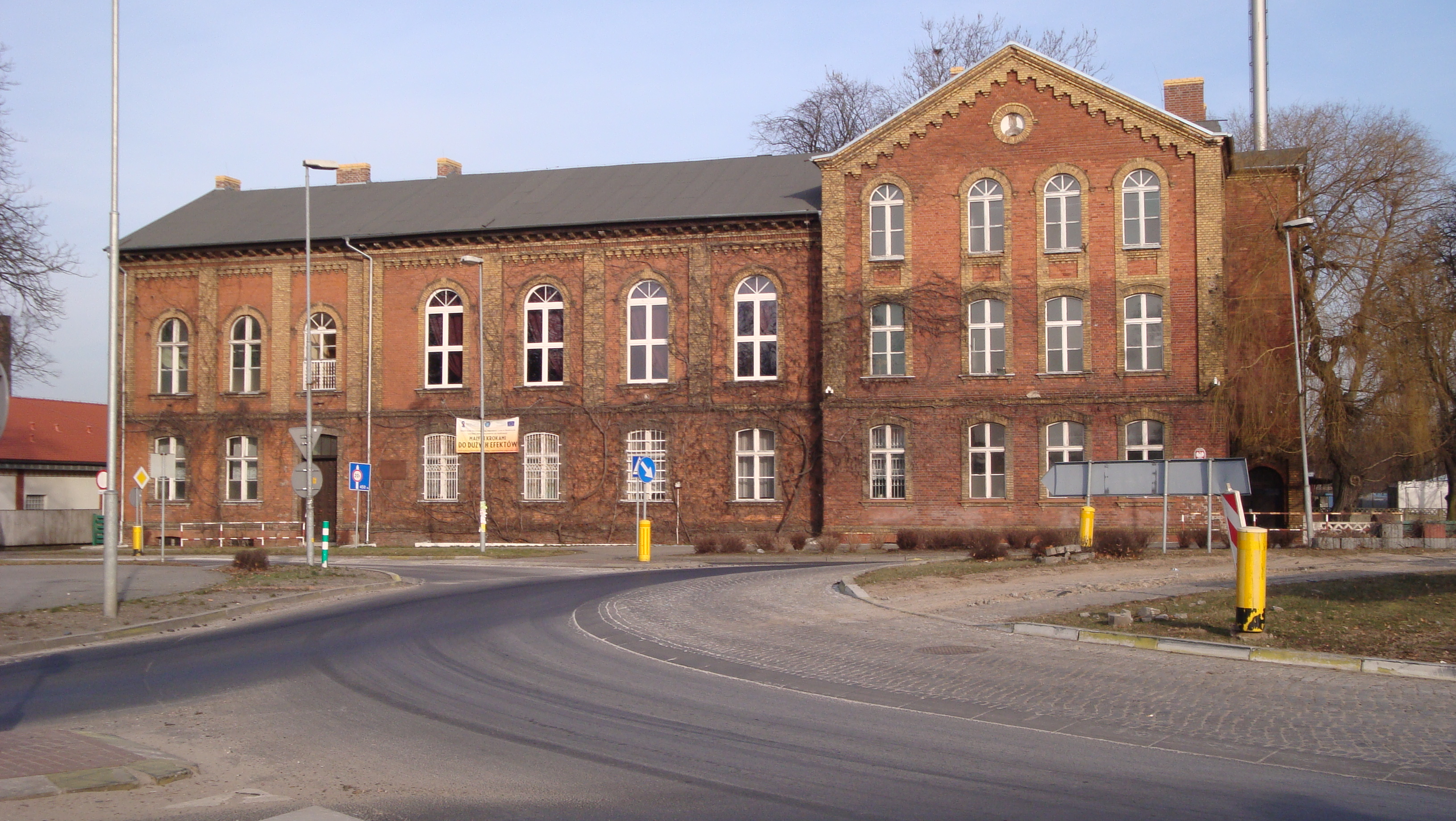
Complexo da Escola Técnica Stanisław Lem

- Complexo educacional em Skwierzyna, rua Mickiewicza, 26:[20]
  - Escola Primária Kornel Makuszyński
  - Jardim de Infância de Integração “Gromadka Misia Uszatka”.
- Escola Primária em Murzynów, rua Kościelna, 7[21]
- Ensino Fundamental II Władysław Jagiełło, Stefan Batorego, 14
- Complexo da Escola Técnica Stanisław Lem, rua Poznańska 1:[22]
  - Escola Técnica
  - Escola de Primeiro Grau da Indústria
  - Centro de Treinamento Prático
  - Escola Secundária para Adultos
  - Escola pós-secundária
- Complexo de escolas secundárias gerais em Skwierzyna, rua Mickiewicza 1:
  - Escola Secundária Irena Sendler em Skwierzyna[23]

## Cultura
Há eventos anuais na cidade, bem como nas vilas vizinhas do município, sendo eventos importantes na vida dos habitantes.
Lista de eventos culturais que ocorrem periodicamente em Skwierzyna:
- Celebração do dia 3 de maio, Dia da Constituição;
- Véspera de São João — a noite de 23/24 de junho, combinada com uma festa dançante e exibição de fogos de artifício;
- Dias de Skwierzyna — organizados desde 1995, realizados em junho para comemorar a aquisição de direitos municipais, combinados com uma série de eventos culturais, esportivos e sociais;[24]
- Festival da Colheita da Comuna — um evento que começa em agosto;[25]
- Festival do Cogumelo — realizado no outono, geralmente em outubro, como o ponto culminante de uma colheita bem-sucedida de cogumelos;[26]
- Celebração da Independência;
- Aniversário da formação da Unidade Militar.[27]

## Monumentos
Em 12 de junho de 2015, no 70.º aniversário do retorno de Skwierzyna à Pátria e do estabelecimento da administração estatal polonesa em Skwierzyna, uma placa comemorativa foi pendurada na parede frontal da Prefeitura de Skwierzyna, onde se lê: 
70.º aniversário do retorno à Pátria e o enorme esforço da população para estabelecer e moldar a administração do Estado na área de Skwierzyna. Skwierzyna 1945–2015.— Comitê Honorário das comemorações de aniversário.
Em 24 de março de 2017, no 70.º aniversário da trágica morte de um soldado que morreu ao defender a cidade contra inundações, foi realizada uma cerimônia para inaugurar um monumento em homenagem a Edward Andrechowski.
Em 7 de setembro de 2018, por ocasião do 100.º aniversário da independência da Polônia, foi inaugurado um monumento na parte sul do parque Konstytucji 3 Maja em homenagem aos insurgentes mortos da Grande Polônia e às vítimas do campo da Gestapo que funcionou em Skwierzyna de 7 de setembro de 1939 a março de 1940.
No dia 27 de março de 2024, no 59.º aniversário do trágico acidente de ônibus em que morreram 15 pessoas, foram inauguradas uma pedra e uma placa relembrando esse dramático acontecimento. A cerimônia contou com a presença de quem esteve presente na noite de outubro de 1965 e socorreu as vítimas do acidente.

Monumentos da cidade
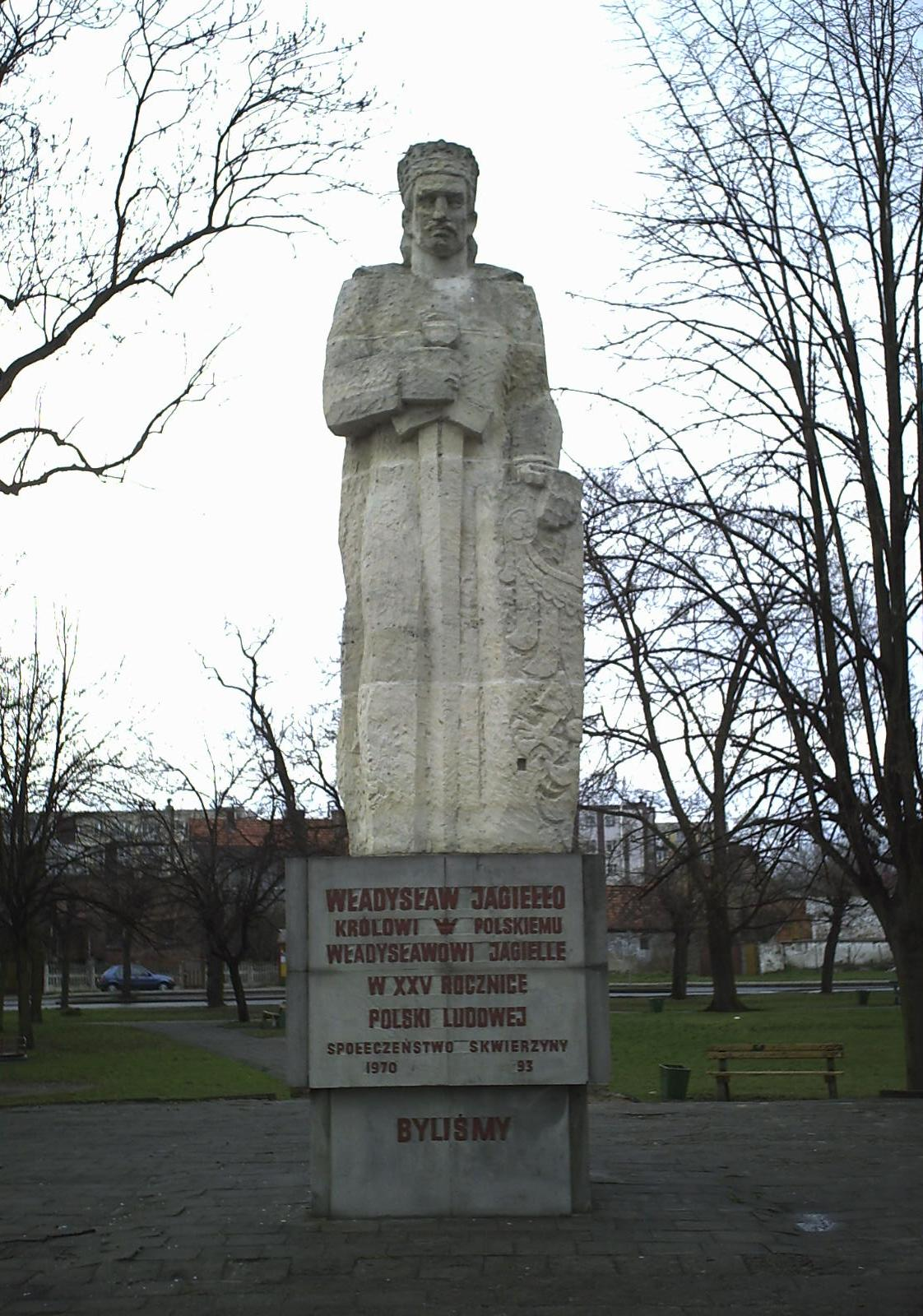
Estátua de Ladislau II Jagelão
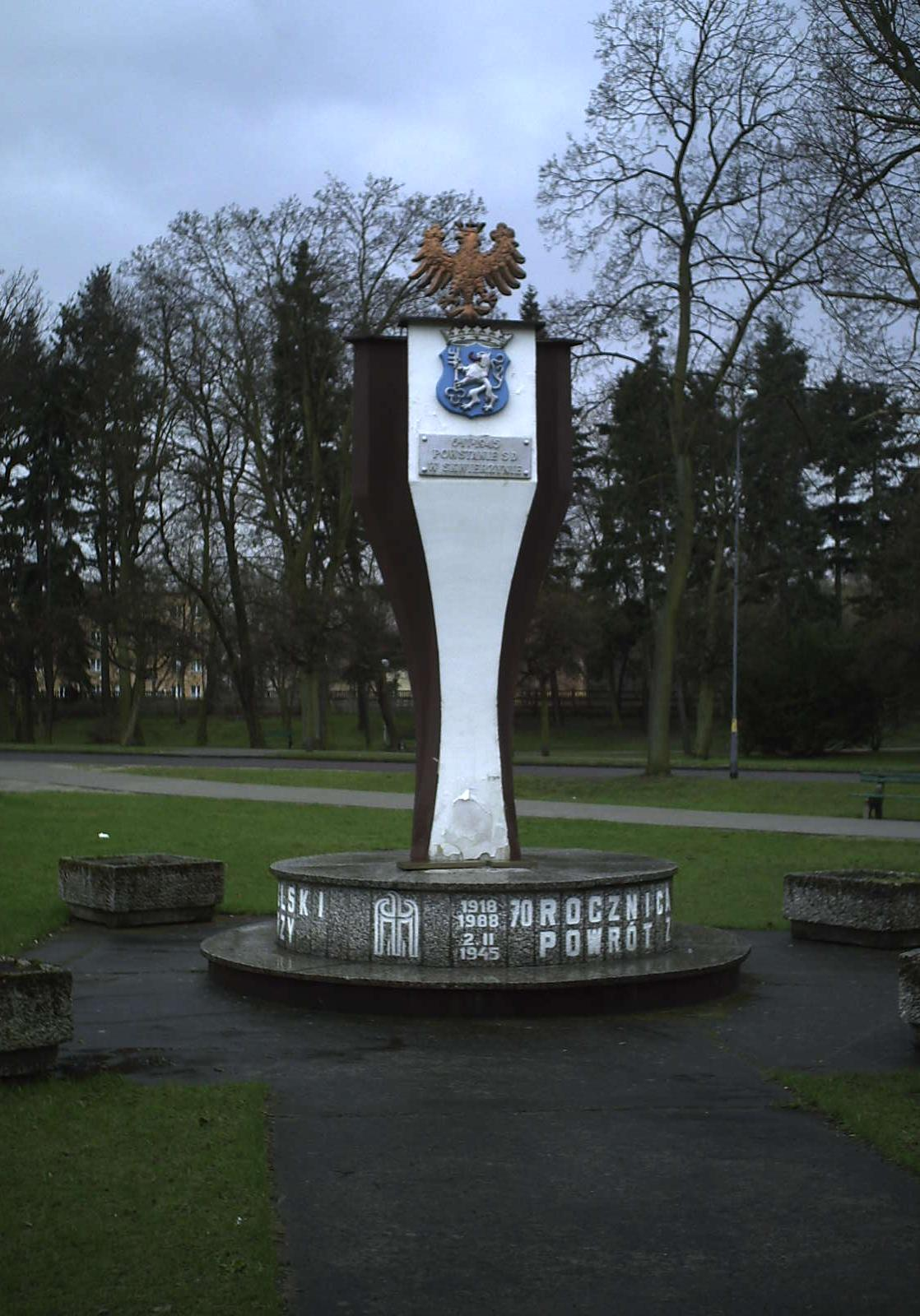
70.º aniversário da independência
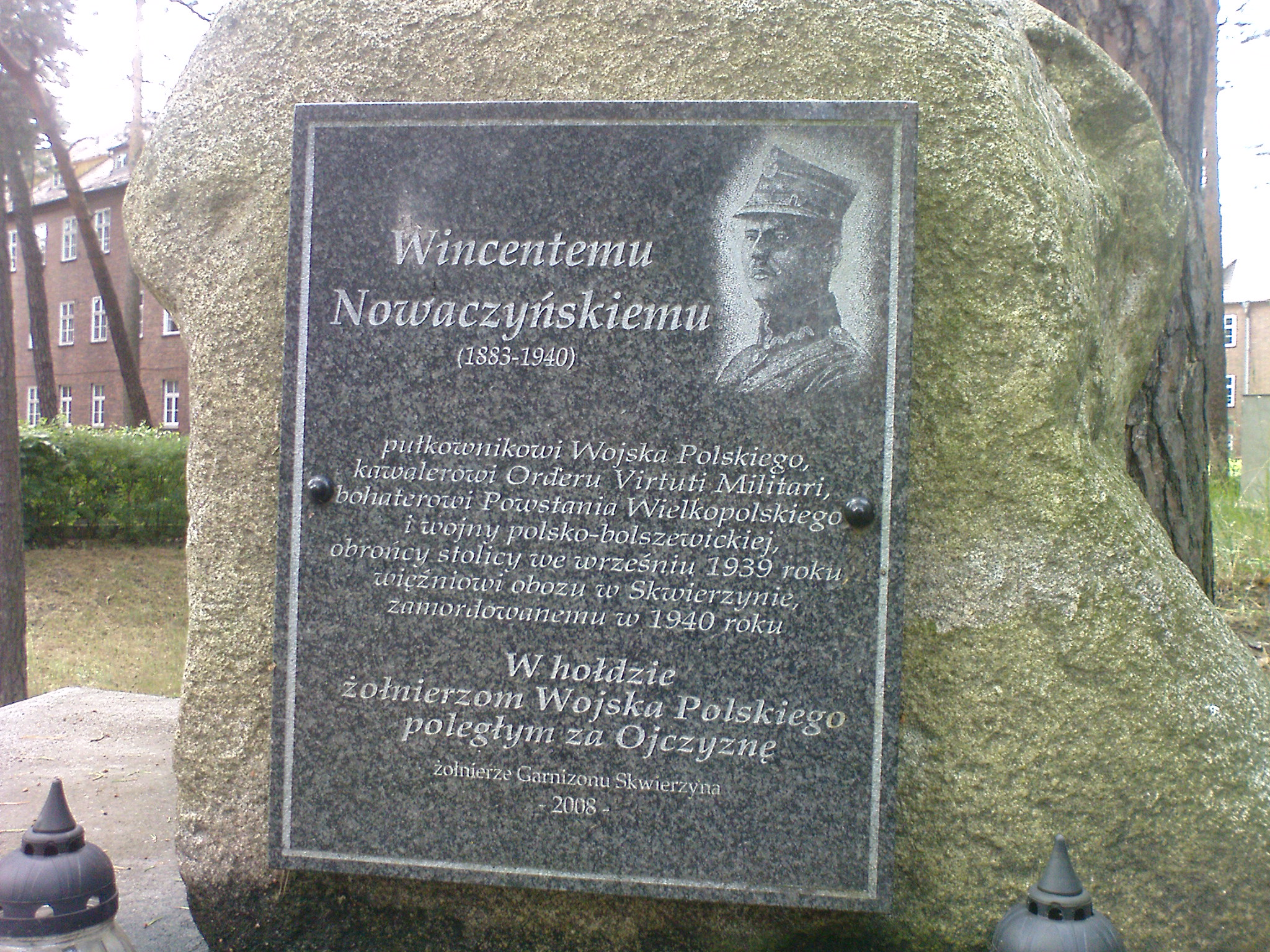
Placa comemorativa no quartel em Skwierzyna
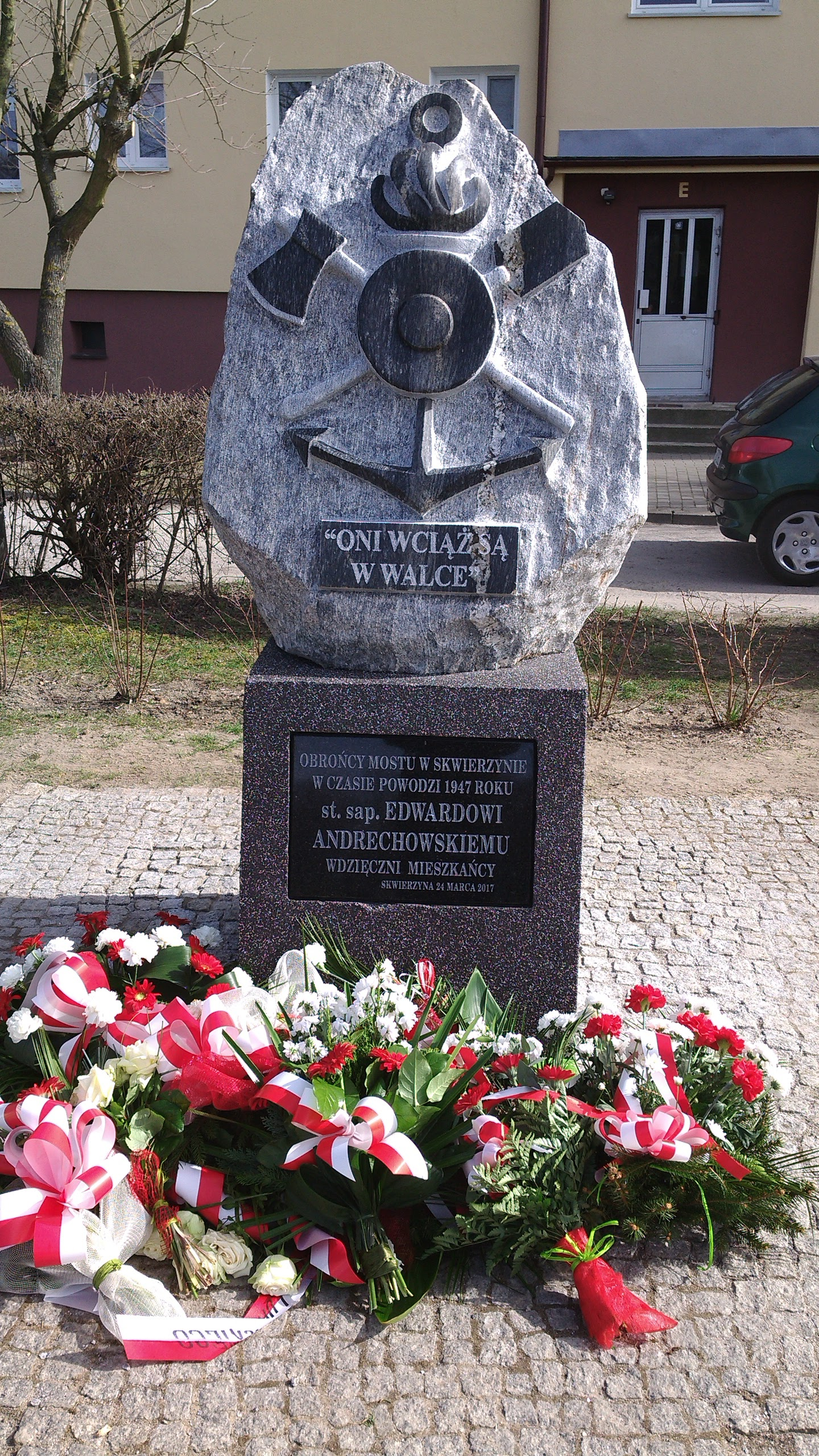
Monumento do sapador
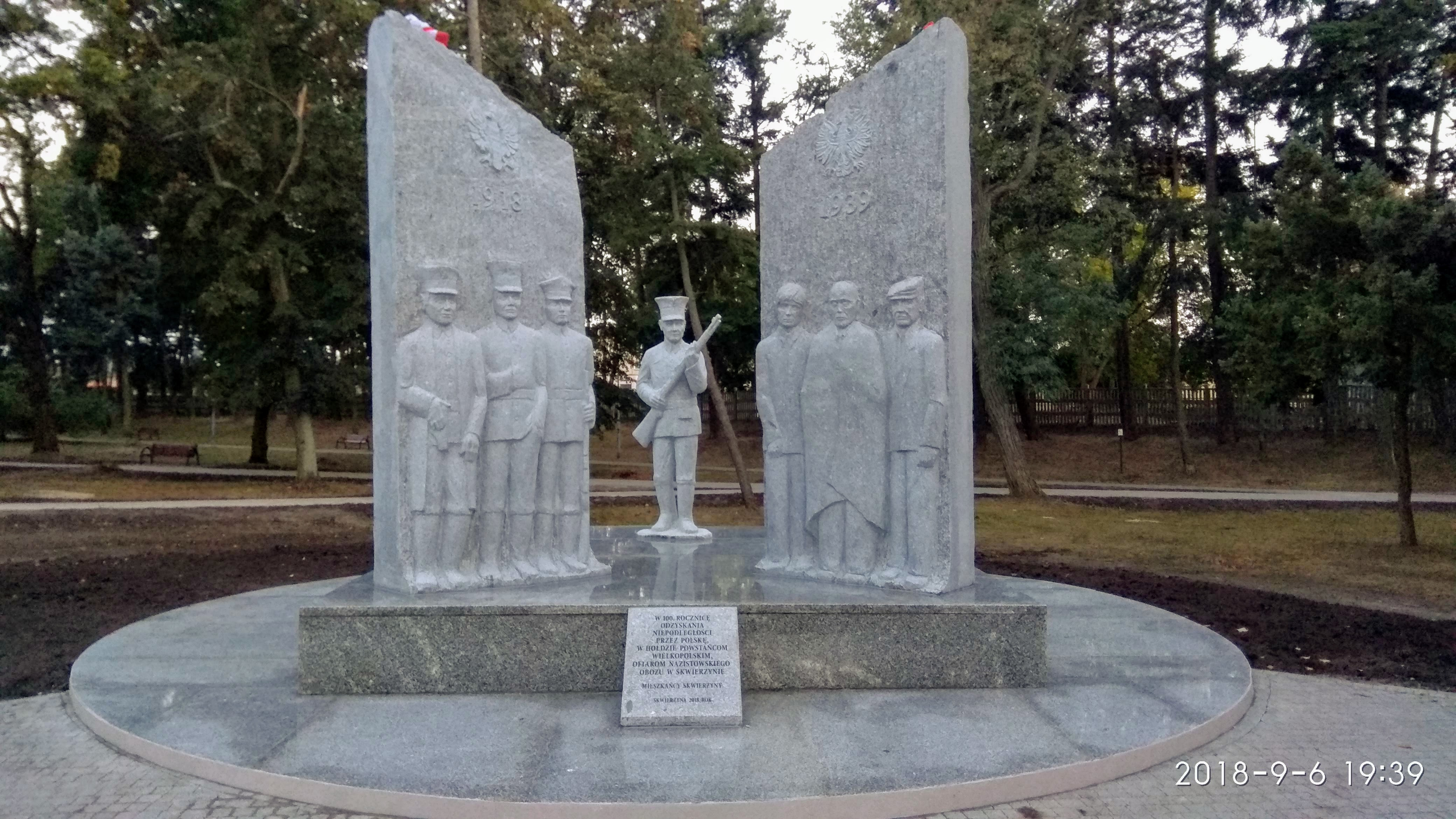
Monumento aos insurgentes mortos da região da Grande Polônia
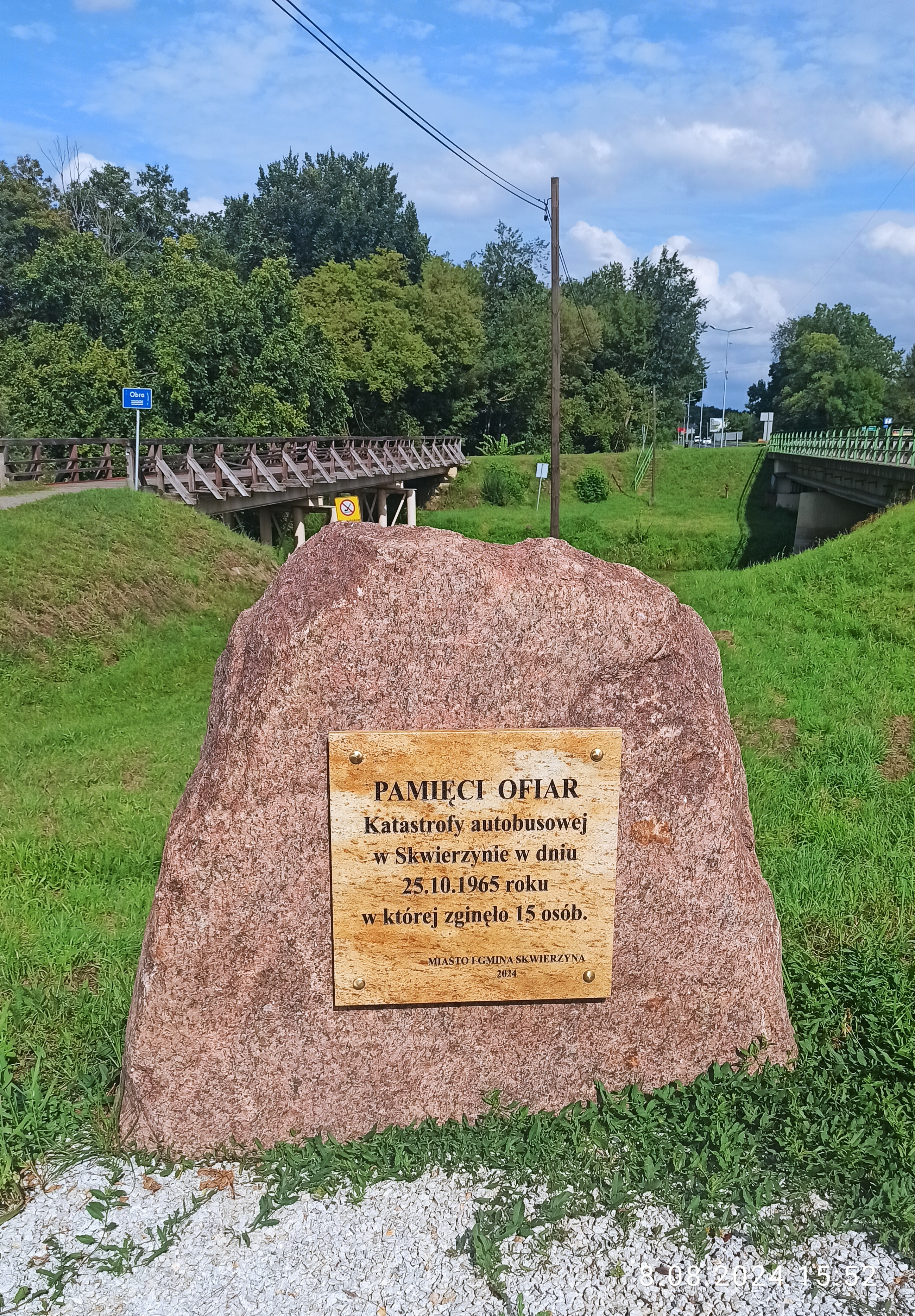
Placa em homenagem às vítimas do acidente de ônibus

## Comunidades religiosas

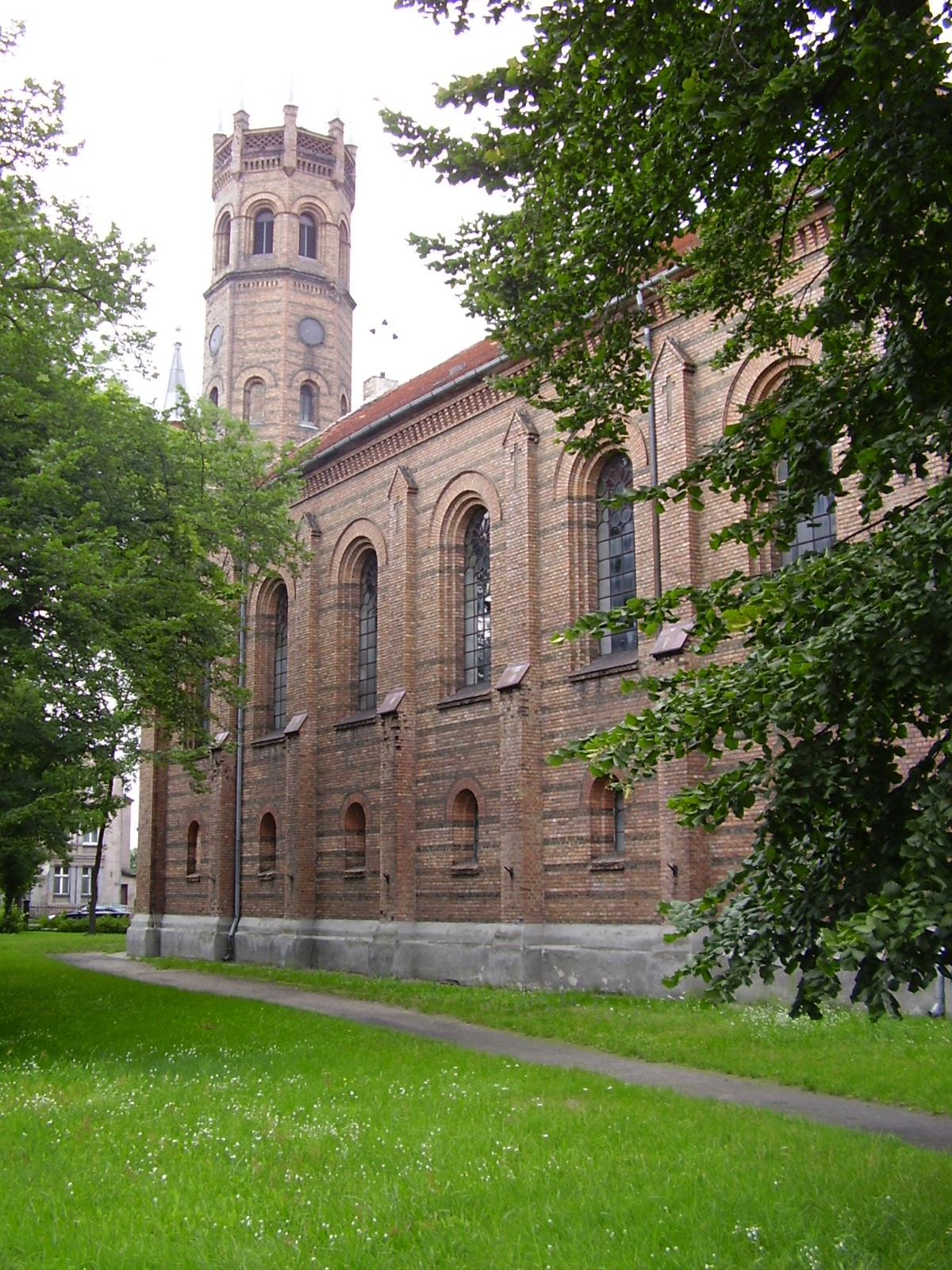
Igreja de São Salvador

As seguintes igrejas e associações religiosas estão ativas na área de Skwierzyna:
- Igreja Católica de Rito Latino:
  - Paróquia de São Nicolau, o Bispo, rua Plebańska 1[34]
- Igreja Greco-Católica:
  - Paróquia Greco-Católica dos Santos Vladimir e Olga[35]
- Comunidade Evangélica Cristã :
  - Posto avançado missionário em Skwierzyna[36]
- Testemunhas de Jeová:
  - Ibreja em Skwierzyna (Salão do Reino, rua Nad Obrą 10)

## Esporte
Desde 1946, existe um clube de futebol, o Skwierzyna Esporte Clube “Pogoń” Skwierzyna. O time joga suas partidas em casa no Estádio Municipal, na rua Sportowa, 1.
Desde 2015, a meia maratona Woodwaste para o Leão de Ouro de Skwierzyna é organizada todo quarto domingo de outubro.

## Turismo

### Trilhas para ciclistas
- Trilha preta para bicicletas 17,4 km intercomunal Skwierzyna — Lipki Wielkie

Rota: Praça do mercado de Skwierzyna — Skwierzyna Gaj — Jezierce — Lipki Wielkie;
- Trilha verde para bicicletas de aproximadamente 80 km inter-regional Lubiatów — Krasne Dłusko

Rota: Drezdenko — Lubiatów — Wiejce — Krobielewko — Skrzynica — Nowy Dwór — Świniary — Skwierzyna Gaj — Skwierzyna — Krasne Dłusko — Przytoczna — Rokitno — Lubikowo — Stołuń — Szarcz (na área do município de Skwierzyna, o comprimento da trilha é de 34,6 km);
- Trilha amarela para bicicletas de 30,2 km suprarregional Warcin — Zamyślin

Rota: Warcin — Gościnowo — Dobrojewo — Jezierce — Krobielewko — Wiejce — Zamyślin;
- Trilha vermelha de ciclismo 24,8 km Euroregional Santok — Chelmsko

Rota: Gościnowo (Osetnica) — Warcin — Murzynowo — Kijewice — Skwierzyna Gaj — Skwierzyna Market — Mała Skwierzynka — Chełmsko;
- Trilha azul para bicicletas 6 km trilha intercomunal para bicicletas Skwierzyna Dworzec PKP — Lisia Góra (comuna de Bledzew);
- Trilha amarela para bicicletas de 14,3 km intercomunal Skwierzyna — Kolonia Brzozowiec

Rota: Praça do Mercado de Skwierzyna — Rakowo — Kolonia Brzozowiec;
- Quatorze km de trilha didática florestal “Szlakiem bobrów”.

### Trilhas para caminhadas
- 15,9 km Skwierzyna – Bledzew

A rota passa por Stary Dworek — Leśniczówka, segue ao longo do rio Obra, passa pelas ruínas dos abrigos subterrâneos da Segunda Guerra Mundial e por uma série de lagoas de reprodução e chega a Bledzewo pelo norte.

### Trilhas para caminhada nórdica

Painéis de informações de rotas
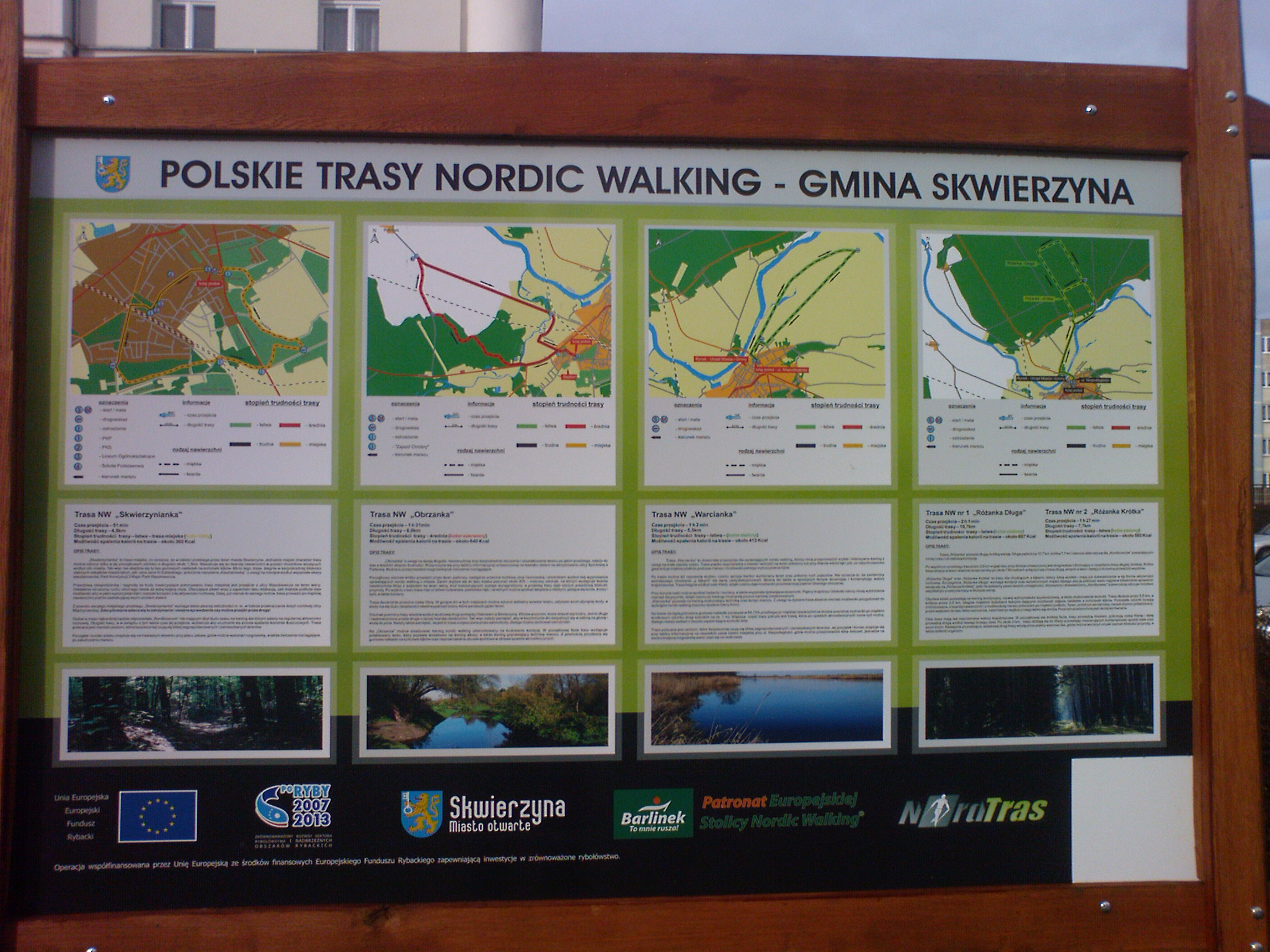
Rotas de caminhada nórdica
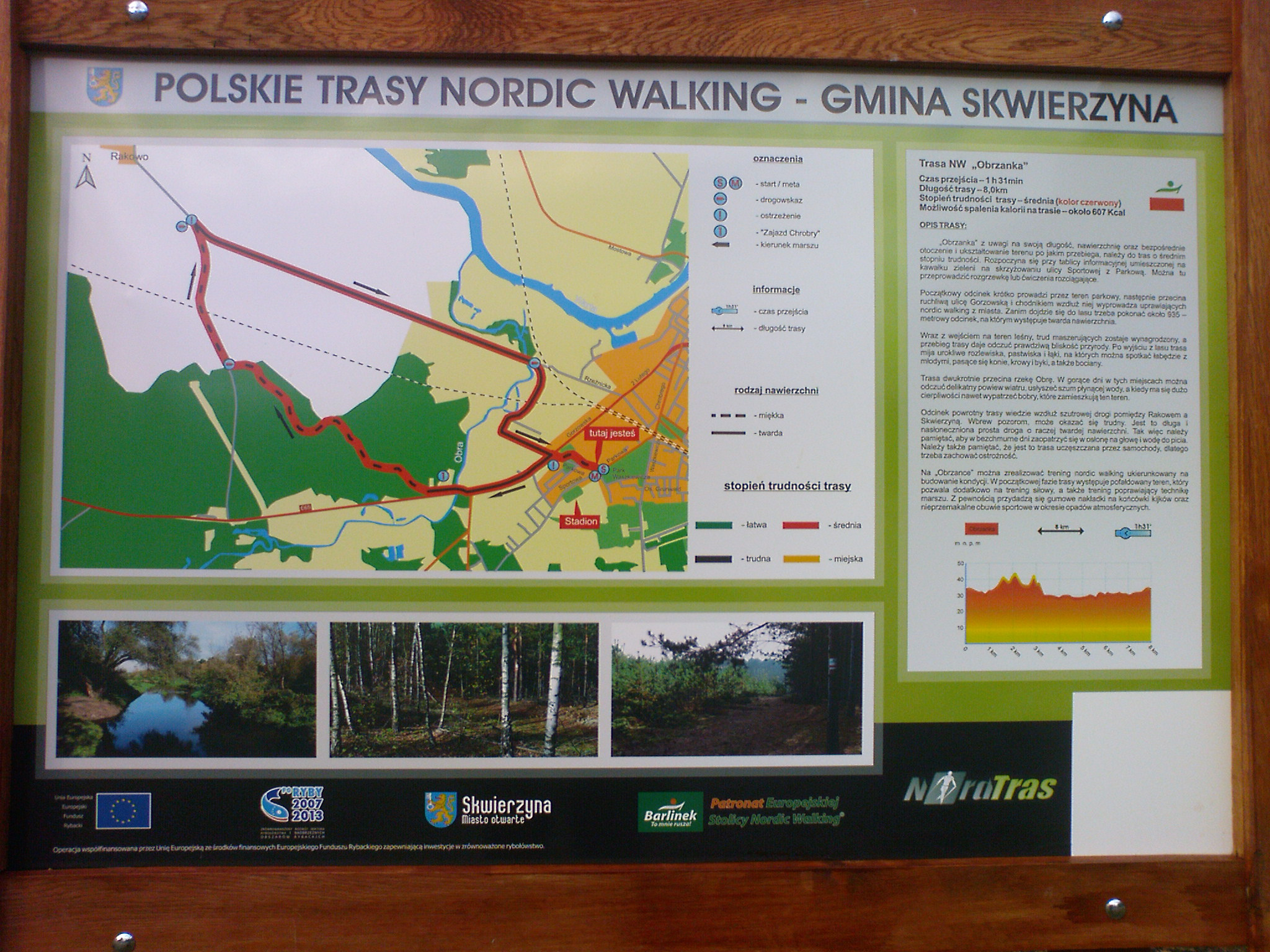
Rota Obrzanka
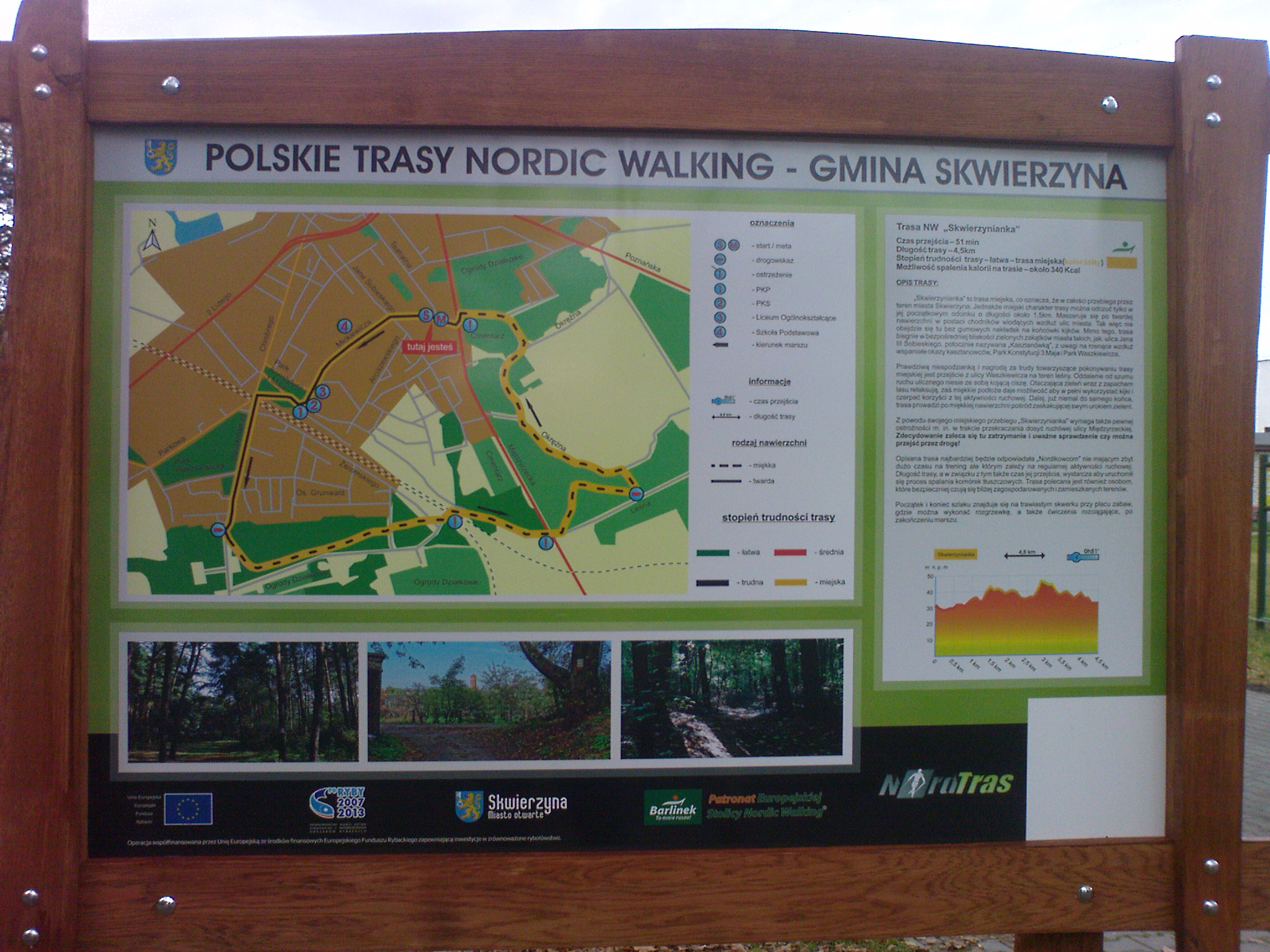
Rota Skwierzynianka
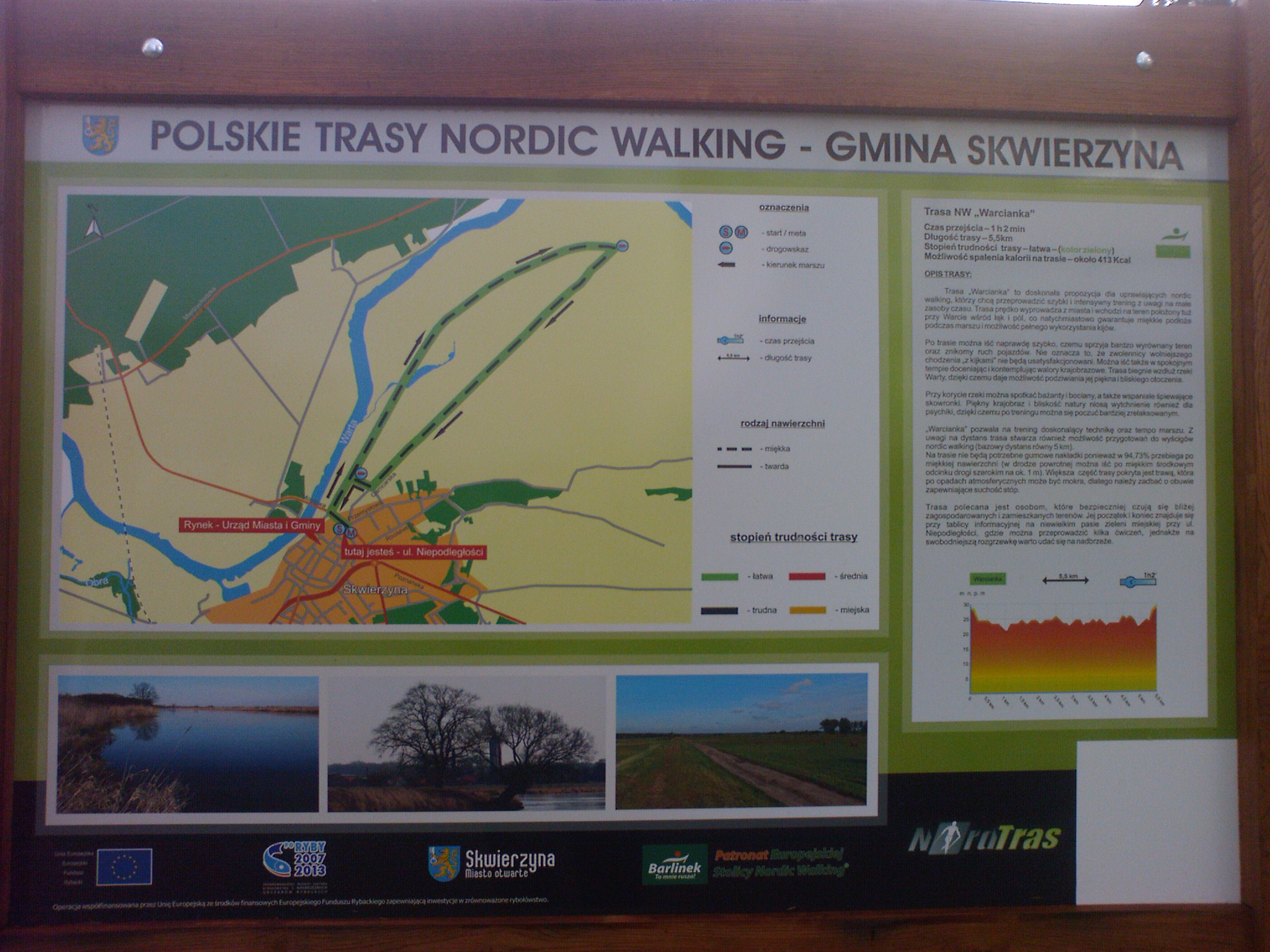
Rota Warcianka
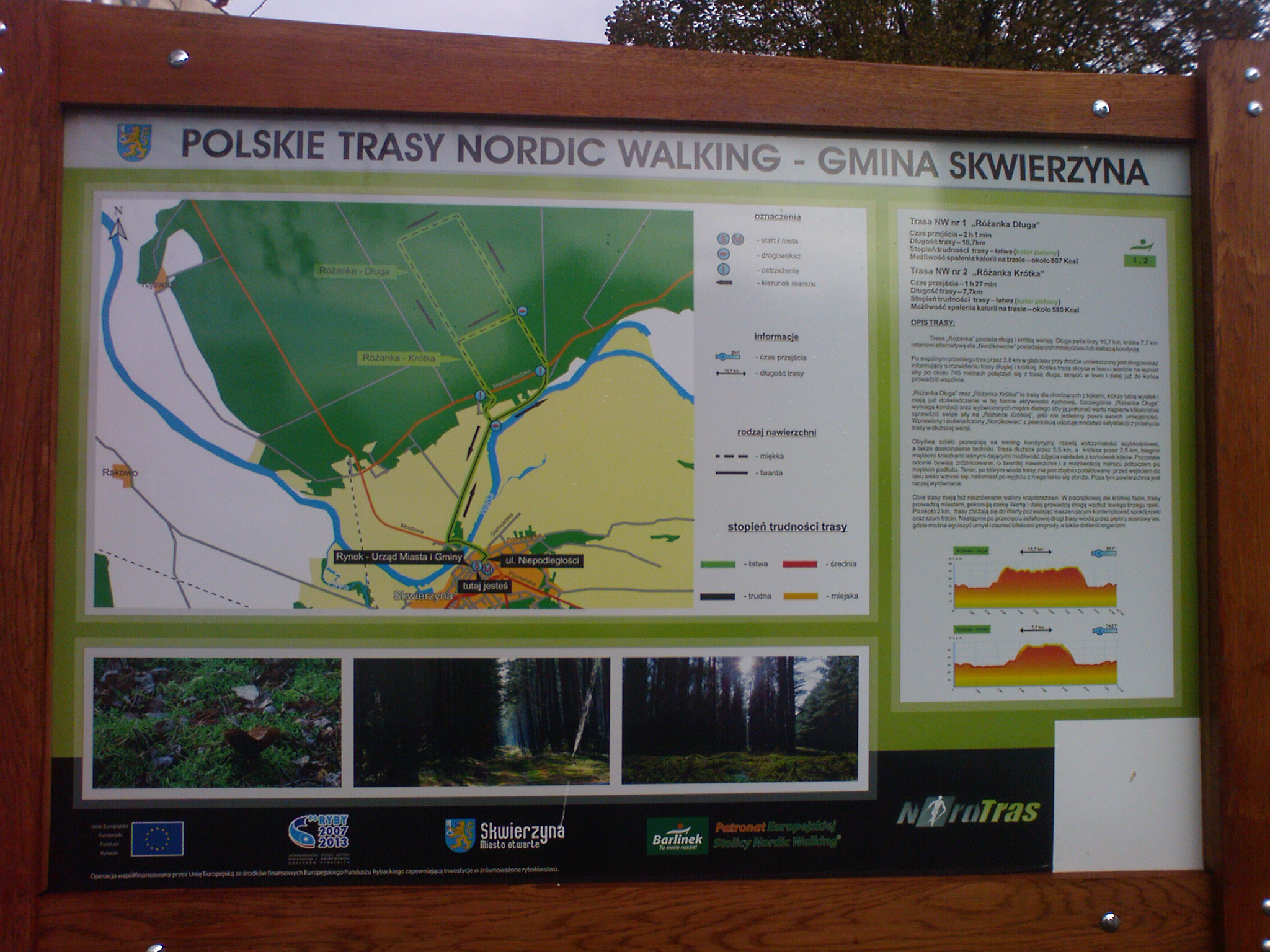
Rota Różanka

Em 15 de outubro de 2012, a um custo de aproximadamente 97 mil złotys, quatro rotas de caminhada nórdica foram colocadas em uso:
- — Skwierzynianka, com uma extensão de 4,5 km
- — Obrzanka, com 8 km de extensão
- — Warcianka, com 5,5 km de extensão
- Różanka:
  -  — rota longa com extensão de 10,7 km
  -  — rota curta com 7,7 km de extensão

O projeto “Construção de trilhas para caminhada nórdica e promoção do turismo ativo no município de Skwierzyna” foi realizado graças ao cofinanciamento obtido do Grupo de Pesca Local “Pojezierze Dobiegniewskie”.
Uma visualização das rotas está disponível no site municipal.

### Hidrovias
- Trilha aquática da Lubúsquia: Sława Wielkopolska - Santok — extensão 220 km (10 dias)

Rota:
rios: Obrzyca, Obra, Varta
cidades: Wilcze — Kargowa — Zbąszyń — Trzciel — Międzyrzecz — Bledzew — Skwierzyna — Santok;
- Rafting ao longo do rio Varta — extensão aproximada de 137 km

Międzychód — Skwierzyna — Santok — Gorzów Wielkopolski — Kostrzyn nad Odrą;
- Rafting no rio Obra
  - variante mais curta 143 km: Trzciel — Miedzyrzecz — Gorzyca — Bledzew — Skwierzyna — Santok
  - variante mais longa, aprox. Gorzów Wielkopolski: Kopanica — Zbąszyń — Trzciel — Międzyrzecz — Gorzyca — Bledzew — Stary Dworek — Skwierzyna. [45]